# Павловский, Павел Исаакович
Па́вел Исаа́кович Павло́вский (16 апреля 1922 — 23 марта 2008) — русский советский писатель, драматург, сценарист. Пьесы П. Павловского переведены на множество иностранных языков.

## Биография
Внук драматурга и журналиста И. Я. Павловского. Окончил МГУ имени М. В. Ломоносова (1958). Участник Великой Отечественной войны. Член СП СССР (1978) и Союза писателей Москвы.
Умер 23 марта 2008 года. Похоронен на Перепечинском кладбище в ближнем Подмосковье.

## Сочинения

### Драматургия
- Свет далёкой звезды. М., 1963. В соавторстве с А. Б. Чаковским
- Время тревог: Пьеса. М., 1965. В соавторстве с А. Б. Чаковским
- Невеста: Пьеса. М., 1966. В соавторстве с А. Б. Чаковским
- Элегия. М., 1968
- Арктический роман: Современная драма по мотивам одноименного романа В. Анчишкина. М., 1971. В соавторстве с В. Н. Анчишкиным
- Павел Пугачев и другие: Драматическая хроника. М., 1974. В соавторстве с В. М. Кожевниковым
- Наедине с судьбой: Драма. М., 1978
- Подайте мое королевство!: Драма. М., 1981
- Элегия: Пьесы. М., 1984

## Публикации
- Тайна Пушкина : пьесы / П. И. Павловский. — М. : Советский писатель, 1991. — 285 с. : ил. — ISBN 5-265-01946-4 : 15 р., 3.70 р., 5.93 р., 88 р.